# フェデリーニ
フェデリーニまたはフィデリーニ（イタリア語: Fedelini）は、細長い形状を持つパスタで、スパゲッティに似ているが、より細長いのが特徴である。

## 起源と歴史
名前の起源は定かではないが、ラテン語の「fides（弦）」または「fidiculæ（小さな弦）」に由来するという説や、スペイン王立アカデミーが主張するスペイン語の「fideo（細い紐状のパスタ）」がモサラベ語の「fidāwiš（アラビア語起源：فِدَاوِش）」に起因するとする説、ほかの言語学者は「filelli（糸）」や「filellini（小さな糸）」の派生語と考える説がある。
フェデリーニの製造は、14世紀からプロヴァンス地方（フィディオー fidiaux）と近隣のリグーリア地方で知られており、マカローニ macharoni やトリア tria （フィデイ fidej またはフィデッリ fidelli とも呼ばれる）を製造し始めた。1574年、フィデイ生産者たちはジェノヴァでフィデイ職人組合 Corporazione dei Fidelari を設立し、その後1577年にはサヴォーナでフィデイ同業組合 Arte dei Fidelari が設立された。

## 調理法
フェデリーニは茹でて生バターとすりおろしたチーズで味付けしたものや、セージとチーズで味付けした溶かしバターで食べることができるが、スープで調理することもある。ナポリ料理では、フェデリーニはガットやラザニア・アル・フォルノに使われる。
また、アブルッツォ州では、クリスマス・イブにマグロ、イワシ、トマトのソースをかけて食べるのが伝統的である。
デュラム小麦のセモリナと全粒粉のそば粉から作られるロンバルディア州ヴァルテッリーナ地方のフィデリン fidelin は、国指定の伝統的農産物のリストに含まれている。